# XXV Gathering!: The Band that Preys Together Stays Together
 (novembre 2023).
Si vous disposez d'ouvrages ou d'articles de référence ou si vous connaissez des sites web de qualité traitant du thème abordé ici, merci de compléter l'article en donnant les références utiles à sa vérifiabilité et en les liant à la section « Notes et références ».
Pour l'enregistrement audio du concert, voir XXV Gathering!: Let Us Prey.
XXV Gathering!: The Band that Preys Together Stays Together est un DVD Vidéo du groupe Killing Joke, enregistré en 2005 au Shepherd's Bush Empire de Londres (Royaume-Uni), un petit théâtre à l'italienne. Ce concert a été donné à l'occasion des 25 ans de production musicale du groupe, aussi y retrouve-t-on une forte proportion de titres datant des premières années d'activité de Killing Joke.

## Liste des morceaux
1. Communion
2. War Dance
3. Song and Dance
4. Primitive
5. Total Invasion
6. Blood Sport
7. Requiem
8. Asteroid
9. Wait
10. Whiteout
11. Psyche
12. Pandies
13. Complications
14. Sun Goes Down
15. Are You Receiving?
16. Love Like Blood
17. Pandemonium

## Fiche technique
- sorti le : 2 novembre 2005
- zone : 2 (Japon, Europe, Afrique du Sud et Moyen-Orient, Égypte comprise)
- format : PAL
- label : Naïve